# Аль-Муваффак
Абу Ахмад Талха аль-Муваффак бі-Аллах (*842 — 2 червня 891) — політичний та військовий діяч, фактичний володар Багдадського халіфату.

## Життєпис

### Молоді роки
Походив з династії Аббасидів. Син халіфа аль-Мутеваккіля та наложниці Умм-Ісхак. Народився у 842 році в Самаррі. При народженні отримав ім'я Талха. Замолоду виявив хист до військової справи, мав дружні стосунки з тюркськими військовиками. Під час заколоту 861 року, коли тюрки вбили його батька, Талха міг організувати спротив, проте майже нічого не зробив. Тому його підозрювали в участі в змові проти халіфа на боці старшого брата аль-Мунтасіра.
Втім, згодом Талха, якого тепер усі називали Абу Ахмад, не брав участь у політичних подіях. У 865 році, коли стався конфлікт між новим халіфом аль-Мустаїном і тюркською гвардією, Абу Ахмад активно сприяв звільненню свого брата Зубайра та оголошенню того халіфом аль-Мутаззом. Слідом за цим очолив військо, що виступило проти аль-Мустаїна, якого Абу Ахмад взяв в облогу в Багдаді. На початку 866 року він змусив аль-Мустаїна здатися та зректися влади.
Того ж року за підозрою у змові Абу Ахмада було заарештовано за наказом аль-Мутазза. Останній мав намір стратити брата, втім, на бік Абу Ахмада стали тюрки-еміри. Але він залишався в ув'язненні до повалення халіфа у 869 році. В цей час він був досить популярним серед тюркських гвардійців, що Абу Ахмада навіть збиралися зробити новим халіфом, втім вибір зрештою впав на його родича — Мухаммада аль-Мухтаді. Останній заслав Абу Ахмада до Мекки, де той перебував до 870 року, коли загинув аль-Мухтаді.

### Урядування
Після загибелі халіфа Абу Ахмад рушив до Самарри, де зумів перебрати владу над державою при номінальному правлінні свого брата аль-Мутаміда. Проте він вимушений був розділити управління халіфатом разом з тюркським військовиком Мусою ібн Бугою. Невдовзі отримав від халіфа надзвичайні повноваження в управлінні військом, призначенням на вищі посади, отримавши в безпосереднє керування усі східні провінції. Для підтвердження його статусу халіф надав право прийняти почесне ім'я аль-Муваффак (перекладається як «Благословенний Богом»), яке дозволялося лише халіфам.
Задля налагодження стосунків з тюркською гвардією, аль-Муваффак розпустив інші гвардійські загони — персів та берберів. У 875 році увійшов разом з сином халіфа Джафаром аль-Муфаввадом до спадкоємців трону. Остаточно його статус зміцнився як фактичного володаря халіфату після смерті у 877 році Муси ібн Буги та візира Убайдаллаха ібн Яґ'ї ібн Хакана. Наступні тюркські військовики визнали владу аль-Муваффака. Своєю ставкою аль-Муваффак обрав Багдад, а провінціями керував через особистих секретарів.
Втім, у цей час йому довелося відбивати загрозу Саффаридів, які на чолі з Якубом ас-Саффаром у 875 році захопили Фарс, а у 876 році рушили на Багдад. У битві при Дайр-аль-Акулі (неподалік Багдада) війська аль-Муваффака завдали ворогові нищівної поразки. Невдовзі вдалося відвоювати Фарс та значну частину південно-західної Персії.
Того ж року аль-Муваффак стикнувся з амбіціями роду Тулунідів, які стали фактичними володарями Єгипту. Голова останніх Ахмед ібн-Тулун намагався перетягнути на свій бік халіфа, поваливши владу аль-Муваффака. Лише завдяки своїм дипломатичним зусиллям останніх запобіг цьому, проте не став нічого застосовувати проти брата, побоюючись нової внутрішньої кризи перед численними ворогами. В цей же час залишалася значна загроза з боку заджей та хариджитів, які на півдні Месопотамії створили незалежну державу. Аль-Муваффак відправив проти них декілька експедицій, проте невдало.
У 878 році задля встановлення миру в західних областях він поступився Тулунідам Палестиною, Сирією, Південною Кілікією. У 880 році особисто здійснив похід проти занджей, втім, марно. Лише у 883 році аль-Муваффак зумів здобути рішучу перемогу, знищивши супротивника. Після цього він здійснив спробу повалити владу Ахмеда ібн-Тулуна в Єгипті, але невдало. У відповідь той підмовив халіфа втекти до Єгипту. Але вірні війська аль-Муваффака перехопили аль-Мутаміда та помістили під домашній арешт у Самаррі.
З 883 року тривали війні з Тулунідами, поки у 885 року син аль-Муваффака — Абдуллах — не зазнав важкої поразки в Сирії. В результаті аль-Муваффак вимушений був укласти мирний договір з Хумаравейхом ібн-Ахмедом, поступившись Єгиптом та Сирією на 30 років в обмін на щорічну платню у 300 тис. золотих динарів.
Слідом за цим аль-Муваффак рушив проти Саффаридів, намагаючись відвоювати всю Персію. Протягом 886—887 років він здобув перемоги над військами Амра ібн аль-Лайта, але загроза Візантійської імперії змусила його у 888 році укласти мирний договір. За ним халіфат у фактичне управління отримував весь південний Іран. У 890 році аль-Муваффак спробував повністю здолати Саффаридів, але зазнав поразки. З цього скористався рід Саджидів, що утворив незалежну державу в Західній Персії, а невдовзі й Тулуніди, які захопили область аль-Джазіра в Месопотамії, Тарський емірат в Кілікії, Хіджаз та Ємен.
У 891 році аль-Муваффак повернувся вже тяжко хворим на подагру. Невдовзі він помер, передавши владу синові Абу'л-Аббасу Абдуллаху.

## Родина
- Абу'л-Аббас Абдуллах (854/861—902), 15-й халіфв у 892—902 роках
- Гарун (д/н—883)
- Абд аль-Вахід (д/н—903)
- Абд аль-Малік